# ダイエー (パチンコチェーン)
株式会社ダイエーは、福島県を中心に同名のパチンコチェーンを展開する企業である。

## 沿革
- 1965年 - パチンコ第1号店「白鳥会館」がオープン。
- 1983年 - 有限会社ダイエー商事設立 。
- 1987年 - 有限会社ダイエーカナイ設立。
- 1994年 - 株式会社ダイエーに改組　有限会社ダイエーカナイの営業譲渡　株式会社ダイエージョイ設立。
- 1996年 - 株式会社カナイコーポレーション設立。
- 2007年4月27日 - 民事再生法の適用を申請し倒産[1]。
- 2007年12月5日 - 民事再生計画案承認。新生銀行との間で事業証券化されていた17店舗を閉鎖・売却し、残る24店舗を引き続き経営する方針[2]。
- 2011年1月6日 - 民事再生手続終結[3]。
- 2016年9月1日 - 宮城県を地盤とする仙台観光株式会社のパチンコ事業（パチンコタイガー全10店舗）を承継[4]。